# Mykola Pryssiajniouk
Mykola Volodymyrovytch Pryssiajniouk (en ukrainien : Микола Володимирович Присяжнюк), né le 3 janvier 1960, est un homme politique ukrainien.

## Biographie
Mykola Pryssiajniouk naît à Ksaveriv, dans l'oblast de Jytomyr en 1960. Il fait ses études à l'université d'État de Voronej et à l'Institut de métallurgie du Donbass. 
Il commence à travailler comme tailleur de diamants, avant de devenir en ingénieur en chef à la mine de charbon d'Ordjonikidzevouguillia (uk). De 2002 à 2005, il est premier vice-président du gouvernement régional de Jytomyr, puis de 2005 à 2007, président de l'association nationale des producteurs de viande et de produits carnés.
Lors des élections législatives de 2006, il est élu député à la Verkhovna Rada sur la liste du Parti des régions. Il conservera ce mandat à l'issue des élections de 2007.
Le 11 mars 2010, il obtient le portefeuille de ministre de l'Agriculture dans le gouvernement de Mykola Azarov. Après les mesures restrictives à l'exportation de céréales imposées en 2010, les quotas sont levés le 1er juillet 2011. Le 4 août 2011, Prysyazhnyuk indique de l'Ukraine souhaite lancer la création d'une réserve mondiale de céréales, sous contrôle de l'ONU.
Il défend également une réforme foncière selon laquelle seuls les ressortissants ukrainiens, les agriculteurs et l'État pourraient se porter acquéreurs de terres agricoles en Ukraine.
Mykola Prysyazhnyuk est par ailleurs un homme d'affaires dans l'extraction de quartzite et de grave. Sa fortune est estimée à 80 - 90 millions de $.